# Aaron Haroon Rashid
 (août 2021).
 (août 2021).
Aaron Haroon Rashid (né le 11 mai 1973 à Londres au Royaume-Uni), connu sous son nom de scène Haroon (en ourdou ھارون), est un auteur-compositeur-interprète britannique et pakistanais de pop ainsi qu'un producteur.

## Biographie
Aaron Haroon Rashid naît à Londres, au Royaume-Uni, le 11 mai 1973, d'une mère néo-zélandaise et d'un père pakistanais. Il apprend à jouer de la guitare à 13 ans ; l'année suivante, il forme son tout premier groupe, Idiosyncracies, dans son école. Il étudie aux États-Unis, à l'université George Washington, où il obtient au début des années 1990 un diplôme en  Business Administration.
En 1992, il forme un groupe de musique, Awaz, avec deux amis musiciens, Faakhir et Assad Ahmed. Entre 1993 et 1999, le groupe édite trois albums marquants et deux singles à succès.
En 2000, Haroon se lance dans une carrière solo avec l'album Haroon ki Awaz, chez Virgin Records, qui est un succès. En 2001-2002 il effectue une tournée au Royaume-Uni et aux États-Unis. En 2001, Haroon prend part aux BBC Asia Awards, où il reçoit le prix de la "Outstanding contribution to Asian music" (« Contribution marquante à la musique asiatique »).
Son second album, Lagan, paru en septembre 2002 chez Lips Record, est plus mélancolique et mêle la musique asiatique à l'influence de la musique moyen-orientale ; Haroon se fait accompagner par des chanteurs libanais. Le clip principal de l'album, pour la chanson Mahbooba, est tourné devant les pyramides de Gizeh en Égypte. En 2003-2005, Haroon fait une tournée mondiale qui l'emmène notamment en Europe et en Amérique du Nord.
En mars 2007, Haroon sort un troisième album, Haroon Ka Nasha, entièrement produit, enregistré et mixé dans son studio personnel, et édité chez The Musik Records.
En 2013, Haroon se lance dans la production télévisuelle pour la jeunesse avec une série animée humoristique à but éducatif, Burka Avenger, dans laquelle une enseignante se change en super-héroïne pour lutter contre les intégristes religieux qui menacent son école et ses élèves ; la série se veut une défense du droit des femmes à l'éducation et un mélange de réflexion sociale, d'action et d'humour.

## Discographie

### Albums
- 2000 : Haroon ki Awaz
- 2003 : Lagan
- 2007 : Haroon Ka Nasha

### Singles et clips
- 1992 : Janeman
- 1993 : Diya
- 1993 : « Watan Kahan »i
- 1995 : Jadoo Ka Chiragh avec le groupe Awaz
- 1995 : Main Na Manoo Haar avec le groupe Awaz
- 1996 : Mr. Fraudiay avec le groupe Awaz
- 1997 : Aye Jawan avec le groupe Awaz
- 1998 : Tu Hi Jeet avec le groupe Awaz
- 2001 : Yara
- 2001 : Pyareya
- 2001 : Jeekay Dekha
- 2001 : Tu Hai Kahan, avec Junaid Jamshed et Strings
- 2002 : Mehndi
- 2002 : Mahbooba
- 2003 : Dil Se
- 2003 : Jao Tum
- 2004 : Goriye - Remix
- 2006 : Jiay Jaye
- 2007 : Jua Khela
- 2007 : Ishq Nasha
- 2008 : Nahi Hai Yeh Pyar
- 2009 : Big Corporation Man
- 2009 : Ibtada-e-Ishq
- 2010 : Nahin Hai avec KOSTAL
- 2010 : 'Go Sabjee Go’